# 黑领啸鹟
黑领啸鹟（学名：Pachycephala soror），是啸鹟科啸鹟属的一种，分布于印度尼西亚和巴布亚新几内亚。该物种的保护状况被评为无危。
黑领啸鹟的平均体重约为24.8克。栖息地包括亚热带或热带的湿润低地林、亚热带或热带严重退化的前森林和亚热带或热带的湿润山地林。